# Otto Rosset

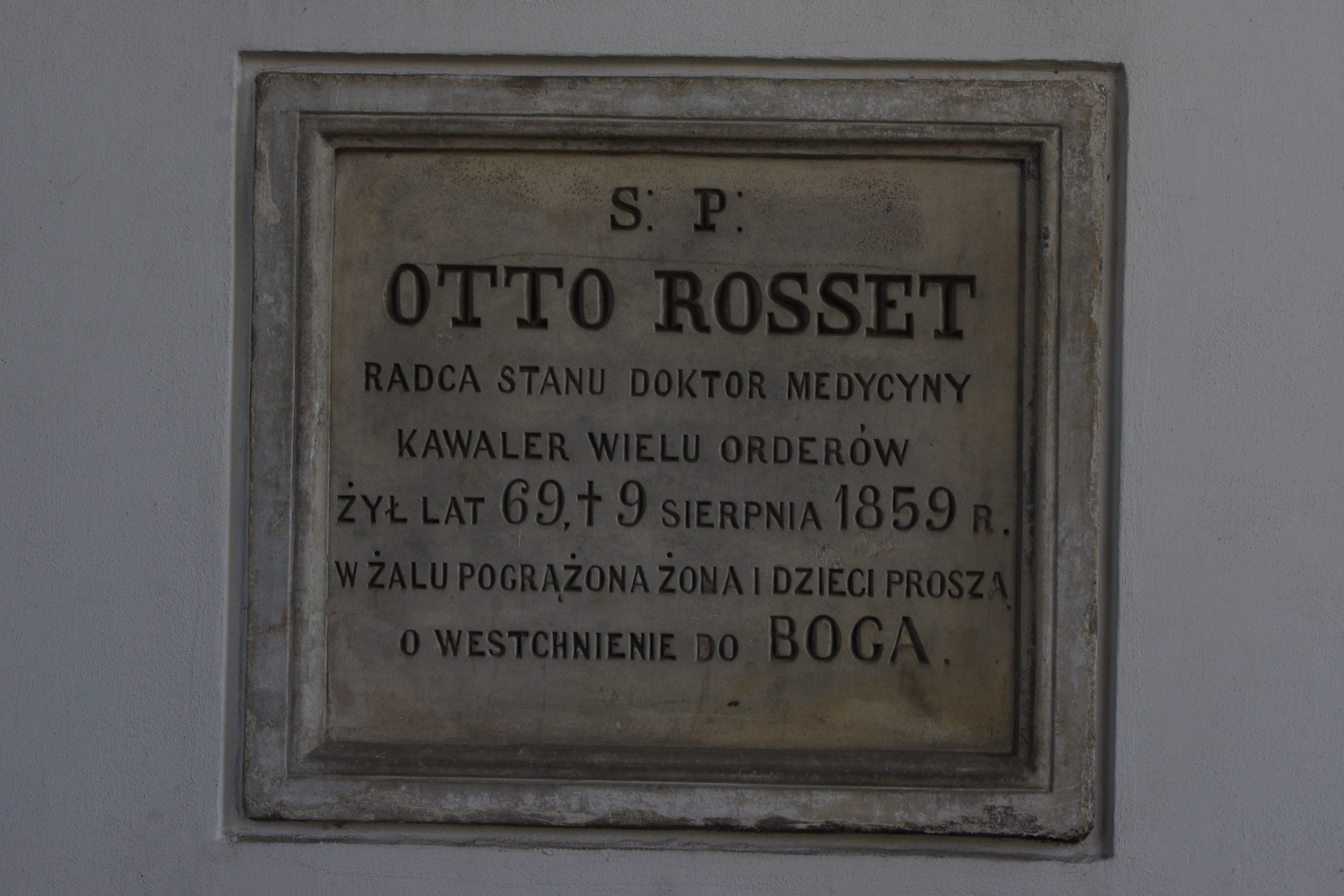
Grób doktora medycyny i radcy stanu Otto Rosseta (1790-1859) w katakumbach warszawskiego cmentarza Powązkowskiego

Otto Rosset (ur. 23 marca 1790 we wsi Dunakle, w parafii Lucyn, w guberni połockiej, zm. 9 sierpnia 1859 w Rudzie pod Marymontem (obecnie Warszawa)) – polski doktor medycyny i radca stanu. Syn Benignusa (Bogdana) i Marianny z Gołyńskich.
W 1806 ukończył kolegium jezuitów w Połocku; w l. 1809-1812 studiował na Wydziale Filologicznym Cesarskiego Uniwersytetu Wileńskiego (kandydat filologii); 10.07.1812 został adiunktem Sztabu Głównego Wielkiej Armii Napoleona (brał udział w ośmiu bitwach: m.in. pod Smoleńskiem i Borodino), podczas odwrotu pozostał w Wilnie; w l. 1813-1817 studiował na Wydziale Medycznym Uniwersytetu Wileńskiego (magister medycyny i chirurgii). Członek Wielkiego Wschodu Polskiego w wileńskiej loży masońskiej Zum Gutem Hirten [Dobry Pasterz] w II stopniu wtajemniczenia (czeladnik). 20.10.1819 lekarz batalionowy 4 Pułku Strzelców Konnych w Armii Królestwa Polskiego; 18.09.1820 sztabs-lekarz 1 Pułku Ułanów w Modlinie i w garnizonie w Lubartowie; 1827 w Administracji Szpitala Głównego w Warszawie (ordynator i nauczyciel w szkole felczerskiej). W czasie powstania listopadowego 23.12.1830 ambulansy polowe 2 Dywizji Piechoty; 21.02.1831 szpital oficerski w Szkole Aplikacyjnej w Warszawie, w budynkach d. Collegium Nobilium (ul. Miodowa); 28.08.1831 awansowany na stopień lekarza dywizyjnego. Po powstaniu pozostał w Warszawie, w 1834 przyjęty ponownie na służbę jako p.o. ordynatora i ordynator w Szpitalu Głównym. Starszy Ordynator Szpitala Alexandryjskiego Wojskowego, członek honorowy Rady Lekarskiej Królestwa Polskiego, starszy nauczyciel Szkoły Felczerów cywilnych i doktor Kancelarii Jego Ekscelencji Księcia Namiestnika Królestwa Polskiego Iwana Fiodorowicza Paskiewicza. 16.05.1848 starszy (naczelny) doktor Kwatery Głównej Armii Czynnej, w czerwcu-wrześniu 1849 brał udział w interwencji wojsk rosyjskich na Węgrzech. W czasie wojny krymskiej(1854-1856) lekarz przyboczny księcia Paskiewicza.
1849 doktorat z medycyny i chirurgii przyznany przez Radę Lekarską Królestwa Polskiego.
Ożeniony z Antoniną z Szeliskich (1809-1866); miał pięciu synów: Otto Aleksander Józef (1826-1900), Sylwester Antoni Adolf (1829-przed 1903), Feliks Mikołaj (1830-1905), Aleksander (1837-1902), Antoni (1841-1877).
Pochowany w katakumbach na cmentarzu Powązkowskim w Warszawie (rząd 181, miejsce 6; inw. 7863).

## Odznaczenia
- 1829 Order Świętej Anny III kl.
- 1831 Krzyż Virtuti Militari złoty
- 1835 Order św. Włodzimierza IV kl.
- 1848 Order Świętej Anny II kl.
- 1849 Order św. Włodzimierza III kl. z Mieczami
- 1850 Order Korony Żelaznej II kl. (Austria)
- 1851 Order Orła Czerwonego III kl. (Królestwo Pruskie)
- 1854 Znak Honorowy za 20 lat służby